# 船木由喜彦
船木 由喜彦（ふなき ゆきひこ、1957年6月 - ）は、日本の経済学者。早稲田大学政治経済学術院教授。理学博士（東京工業大学）。専門はゲーム理論、数理経済学、実験経済学。

## 人物
- 埼玉県立浦和高等学校、東京工業大学理学部数学科を経て、1985年、東京工業大学大学院総合理工学研究科システム科学専攻博士課程修了（理学博士）。東洋大学経済学部（専任講師・助教授・教授）を経て，1998年より早稲田大学政治経済学部教授[1]。
- 早稲田大学のグローバルCOEプログラムにおいてゲーム理論・実験経済学関連のプロジェクトのリーダーを務める[2]。

## 著作

### 単著
- 『演習ゲーム理論』(新世社)(演習新経済学ライブラリーシリーズ)

### 共著
- (中山幹夫・武藤滋夫) 『協力ゲーム理論』(2008年)